# Добриниште
Добри́ниште (болг. Добринище) — місто в Благоєвградській області Болгарії. Входить до складу громади Банско.

## Населення
За даними перепису населення 2011 року у місті проживали 2836 осіб.
Національний склад населення міста:
| Національність   | Кількість осіб | Відсоток |
| ---------------- | -------------- | -------- |
| болгари          | 2510           | 98,5%    |
| цигани           | 31             | 1,2%     |
| Всього відповіли | 2548           |          |

Розподіл населення за віком у 2011 році:
Динаміка населення: